# Yani Tseng
Yani Tseng, född 23 januari 1989, är en golfspelare från Taiwan som 2008 spelar på den amerikanska LPGA-touren.
Tseng blev professionell januari 2007 och tävlade då på den asiatiska damtouren där hon vann DLF Women’s Indian Open. Hon tävlade även på Canadian Women’s Tour där hon vann en tävling på Vancouver Golf Club.
Efter att hon slutat sexa i den sista av LPGA:s kvalificeringstävlingar fick hon rätt att tävla på LPGA-touren 2008. I juni 2008 vann hon sin första LPGA-tävling då hon besegrade Maria Hjorth efter särspel i LPGA Championship. Hon blev därmed den yngsta spelaren som vunnit tävlingen samt den näst yngsta spelaren som vunnit i damernas majortävlingar.

## Meriter

### Majorsegrar
- 2008 LPGA Championship

### Övriga proffssegrar
- 2007 DLF Women’s Indian Open (Ladies Asian Golf Tour), CN Canadian Women’s Tour at Vancouver Golf Club (CN Canadian Women’s Tour)

### Amatörsegrar
- 2003 Callaway Junior Golf Championship
- 2004 U.S. Women's Amateur Public Links
- 2005 North and South Women's Amateur Golf Championship